# Saint-Symphorien-de-Marmagne
Saint-Symphorien-de-Marmagne ist eine französische Gemeinde mit 832 Einwohnern (Stand: 1. Januar 2022) im Département Saône-et-Loire in der Region Bourgogne-Franche-Comté. Die Gemeinde gehört zum Arrondissement Autun und zum Kanton Autun-2 (bis 2015: Kanton Montcenis).

## Geographie
Saint-Symphorien-de-Marmagne liegt etwa zwölf Kilometer südsüdöstlich von Autun und etwa 40 Kilometer westnordwestlich von Chalon-sur-Saône am Mesvrin. An der Grenze zur Nachbargemeinde Broye mündet der Rançon in den Mesvrin. Umgeben wird Saint-Symphorien-de-Marmagne von den Nachbargemeinden Broye im Norden, Marmagne im Osten, Charmoy im Süden, Uchon im Südwesten, La Chapelle-sous-Uchon im Westen sowie Mesvres im Nordwesten.

## Bevölkerungsentwicklung
| 1962                       | 1968 | 1975 | 1982 | 1990 | 1999 | 2006 | 2013 |
| -------------------------- | ---- | ---- | ---- | ---- | ---- | ---- | ---- |
| 872                        | 777  | 732  | 875  | 774  | 808  | 877  | 847  |
| Quellen: Cassini und INSEE |      |      |      |      |      |      |      |

## Verkehr
Saint-Symphorien-de-Marmagne liegt an der Bahnstrecke Nevers–Chagny und wird im Regionalverkehr durch TER-Züge bedient.

## Sehenswürdigkeiten
- Kirche Saint-Symphorien
- Schloss Marnay
- Ruine des Schlosses La Crôte
- Schloss Martigny aus dem 19. Jahrhundert
- Mühlen von Creuzille und Lavaux
- Brücke über den Mesvrin aus dem 18. Jahrhundert

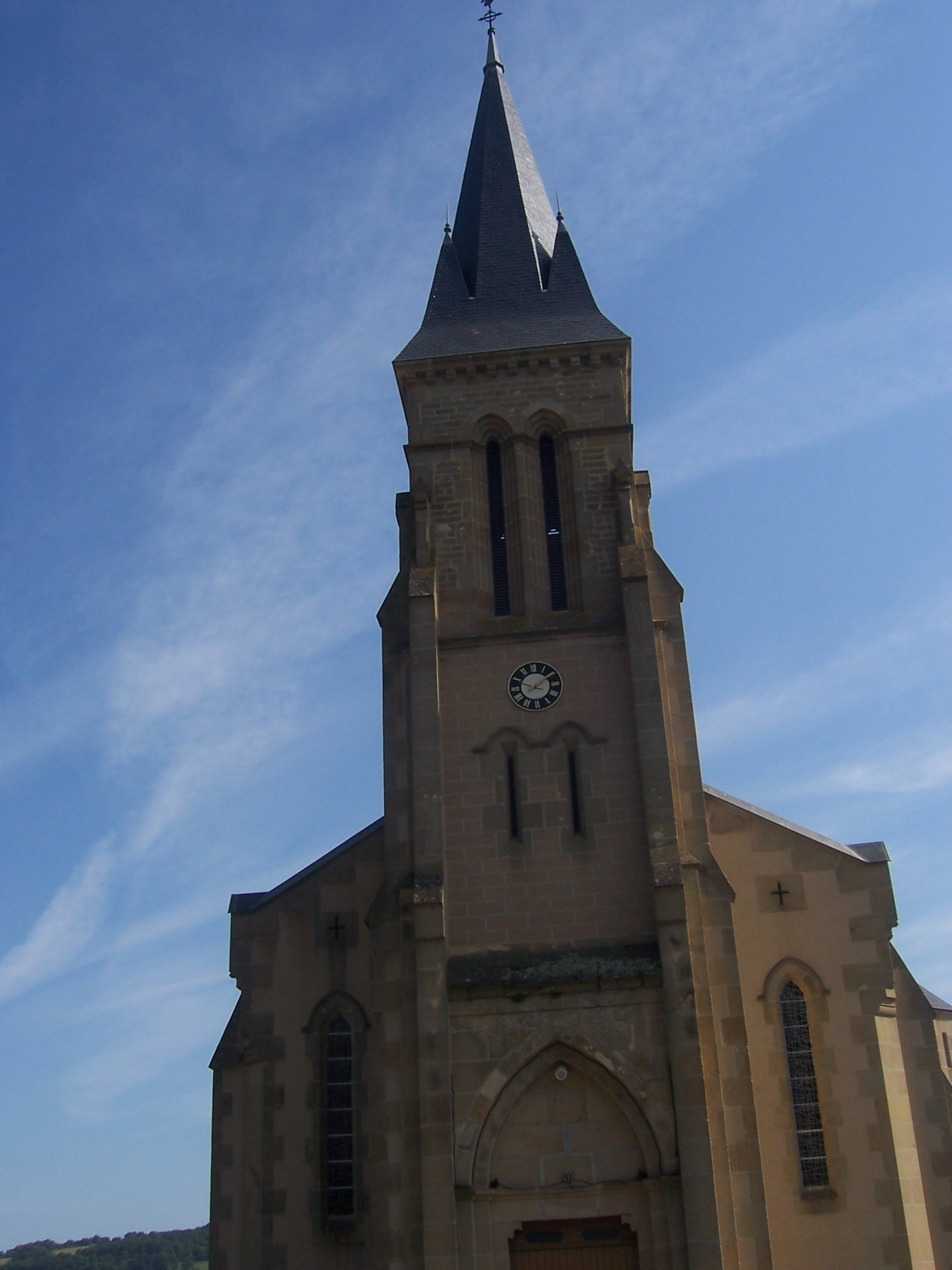
Kirche Saint-Symphorien